# Jazida paleontológica
Jazida paleontológica ou fossilífera é a designação dada em geologia e paleontologia a estratos ou depósitos geológico contendo fósseis. A amplitude da jazida é delimitada na maioria dos casos pela distribuição espacial da concentração de fósseis ou em alguns casos por questões práticas intrínsecas aos métodos de amostragem ou de escavação. A disciplina que estuda a formação das jazidas de fósseis é a especialidade da paleontologia denominada tafonomia. O chamado leito ósseo (do inglês bone bed) ou leito fóssil também são subtipos dessas jazidas, tendo especificamente ossos fósseis. Inevitavelmente, tais depósitos são de natureza sedimentar. O termo "leito ósseo" não é um termo formal, tende a ser usado mais para descrever coleções especialmente densas, como Lagerstätte. Também é aplicado a depósitos brechados e estalagmíticos no chão de cavernas, que freqüentemente contêm restos ósseos.

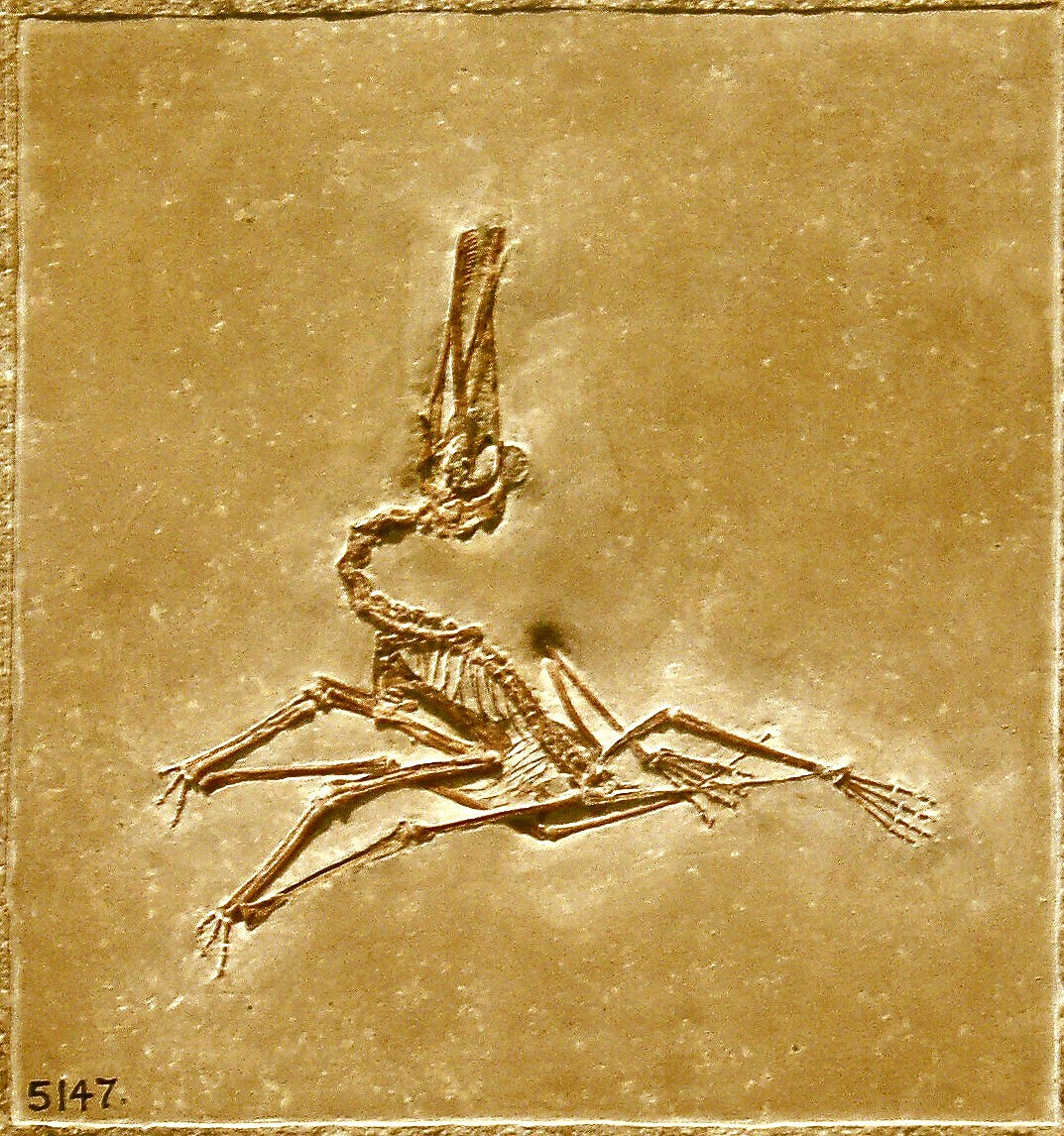
Fóssil de um pterosáurio (Ctenochasma), procedente dos calcários de Solnhofen, Alemanha (Museu Americano de História Natural, Nova York, Estados Unidos).

## Descrição

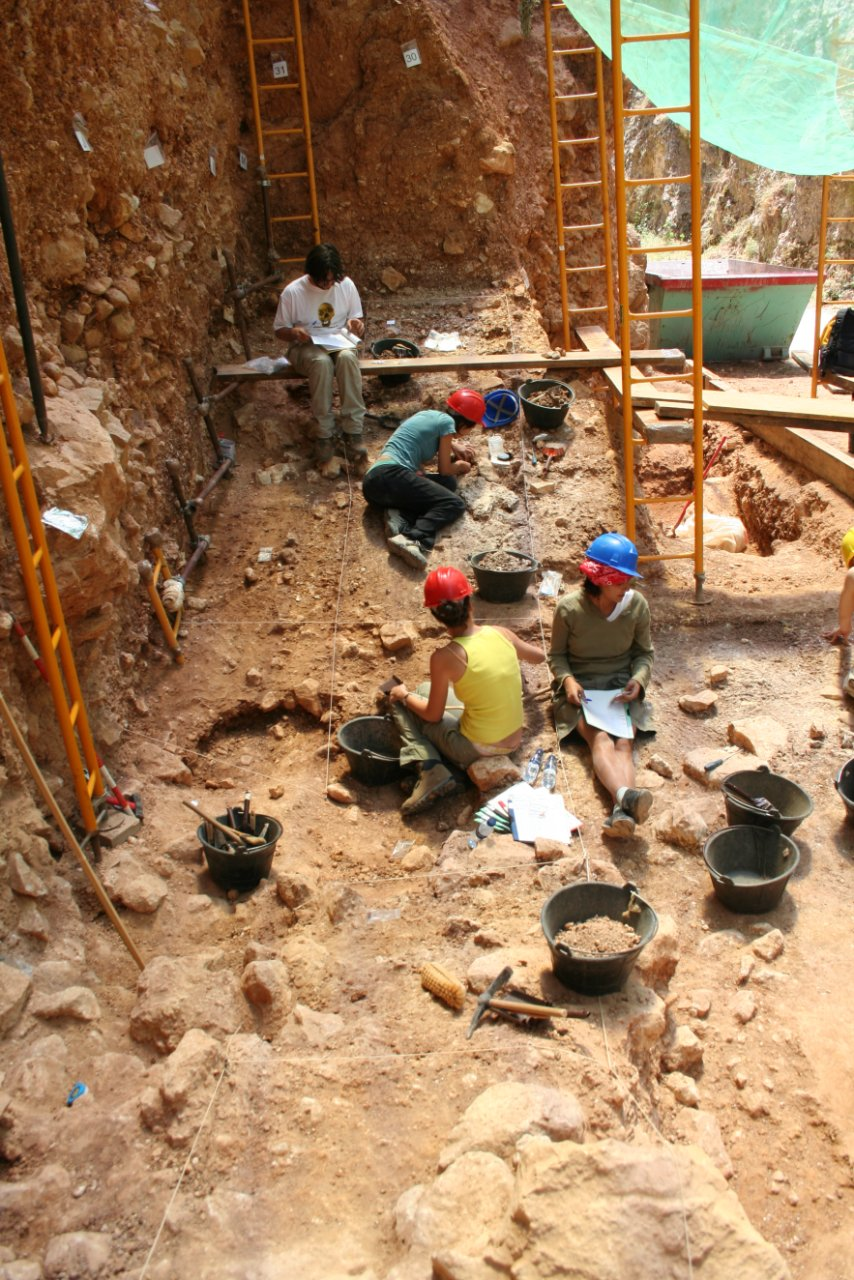
Sima del Elefante, uma das jazidas da Atapuerca, Espanha.

Num sentido mais restrito, o termo é usado para descrever certas camadas finas de fragmentos ósseos, que ocorrem em estratos geológicos bem definidos. Um dos mais conhecidos deles é o Ludlow Bone Bed, que se encontra na base do Downton Sandstone na série Upper Ludlow. Na própria Ludlow (Inglaterra), duas dessas camadas são realmente conhecidas, separadas por cerca de 4,3 m de estratos. Embora bastante fino, o Ludlow Bone Bed pode ser seguido daquela cidade até Gloucestershire, por uma distância de 72 km. É quase totalmente constituído por fragmentos de espinhos, dentes e escamas de peixes ganóides. Outro leito bem conhecido, anteriormente conhecido como Bristol ou Lias Bone Bed, existe na forma de várias camadas finas de arenito micáceo, com restos de peixes e sáurios, que ocorrem nos Rhaetic Black Paper Shales que se encontram acima das margas de Keuper, no sudoeste da Inglaterra. Um leito ósseo semelhante foi traçado no mesmo horizonte geológico em Brunswick, Hanover (Alemanha), na Francônia e em Tübingen (Alemanha). Um leito ósseo também foi observado na base da série de calcários carboníferos, em certas partes do sudoeste da Inglaterra.

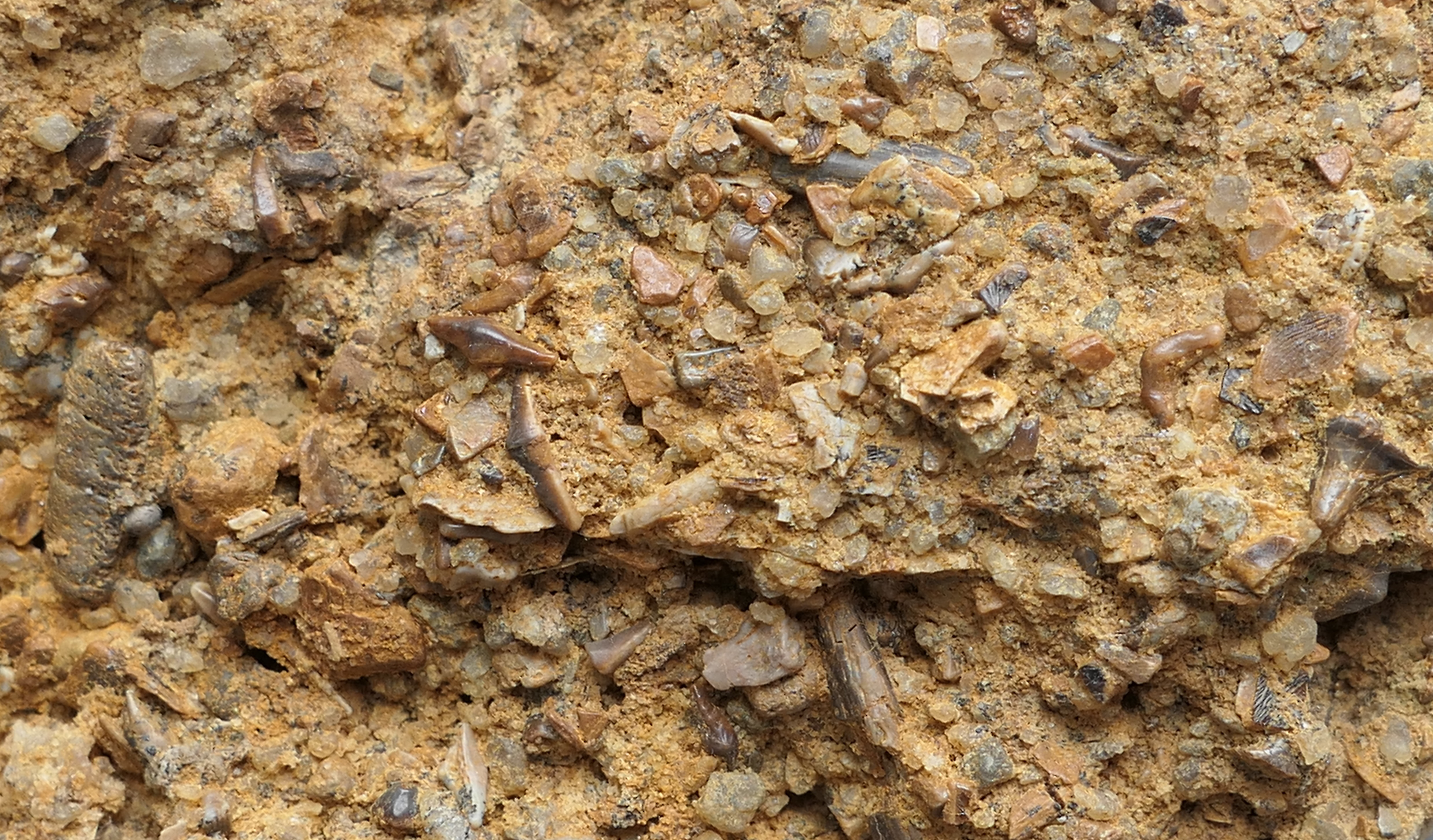
Leito ósseo na Fronteira Rhaetolian em Tübingen, Alemanha

Leitos ósseos também são registradas na América do Norte, América do Sul, Mongólia e China. Exemplos de leitos ósseos terrestres são: o leito ósseo do Triássico Metoposaurus de Portugal, o leito ósseo do Mapusaurus em Cañadón del Gato, na Argentina, a pedreira de Dinossauros Cleveland-Lloyd dominada pelo Allosaurus de Utah, o Monumento Nacional dos Dinossauros na fronteira de Utah e Colorado, um leito ósseo de Albertosaurus de Alberta, um leito ósseo de Daspletosaurus de Montana, os leitos fósseis de John Day do Cenozóico de Oregon, um leito ósseo de Triceratops de Montana, um leito ósseo de Centrosaurus e Styracosaurus em Alberta, um de Edmontosaurus annectens em Wyoming, um de Edmontosaurus regalis em Alberta, um de Gryposaurus na Formação Oldman, um de Pachyrhinosaurus na Formação Wapiti, e a Bacia de Nemegt na região do deserto de Gobi, na Mongólia, especificamente o leito ósseo de Saurolophus conhecido como Tumba do Dragão. Bentiaba, Angola, é um exemplo de um leito marinho com numerosos mosassauros e plesiossauros. Outro exemplo de um leito de ossos marinho é o Sharktooth Hill Bonebed localizado na Formação Temblor na Califórnia.

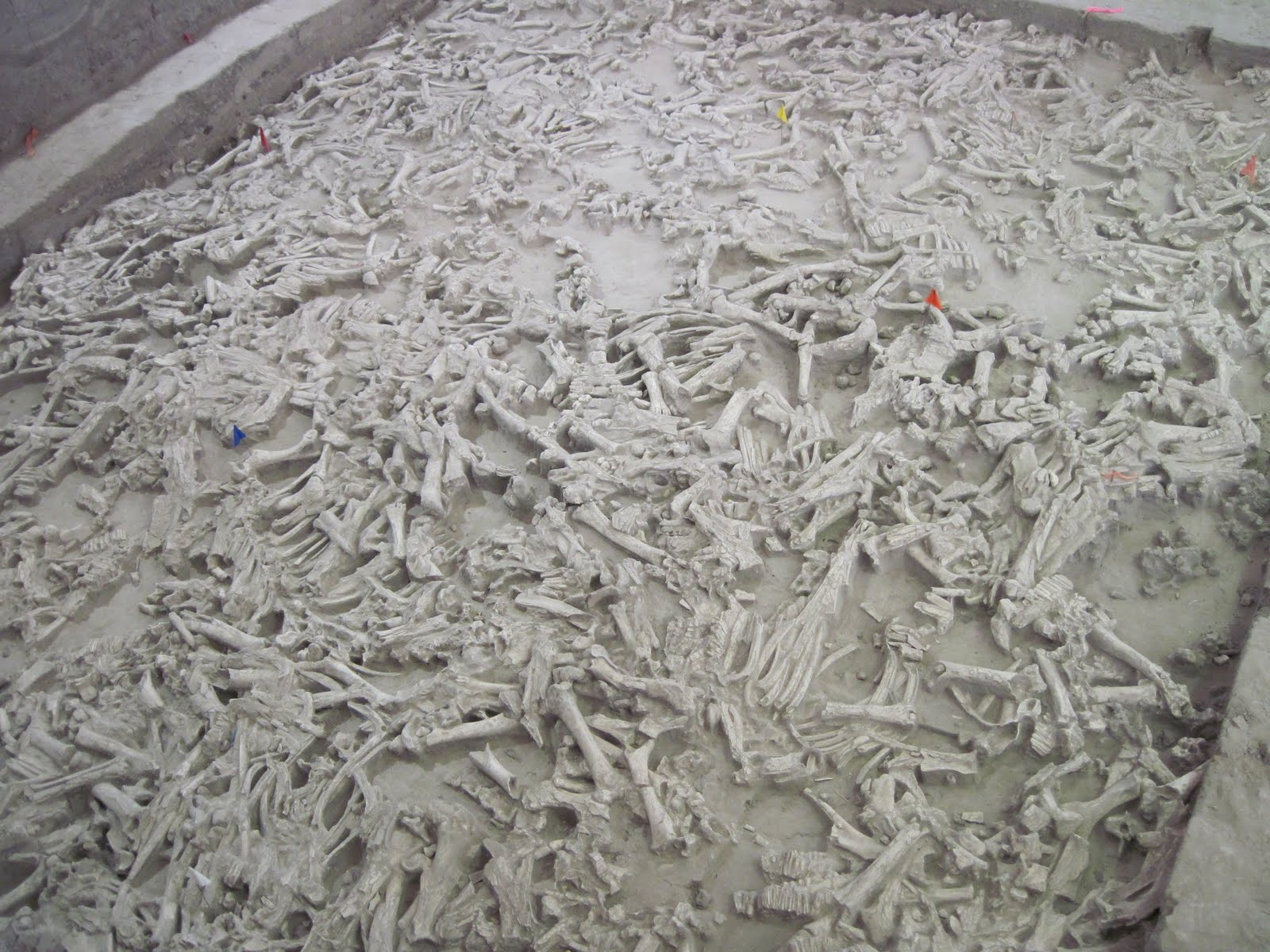
Ossos de cerca de 10.000 anos de idade de uma espécie de bisão extinta no Hudson Meng Bonebed em Nebraska, EUA. Os fósseis são de aproximadamente 600 indivíduos que morreram de causas naturais desconhecidas.

Os leitos de ossos fósseis nem sempre consistem em uma única espécie, mas sim em muitas espécies de organismos. Existem vários dos leitos de ossos conhecidos em toda a América do Norte. Dois dos melhores exemplos incluem o Mixson's Bone Bed of Florida, cujas configurações geológicas preservaram os restos de Ambelodon, Aepycamelus e Cormohipparion, e Daphoenodon.